# Faithful Word Baptist Church
Faithful Word Baptist Church er en fundamentalistisk baptistisk kirke og menighed i Tempe, Arizona, grundlagt af pastor Steven L. Anderson i 2005.
| Religion | Spire Denne religionsartikel er en spire som bør udbygges. Du er velkommen til at hjælpe Wikipedia ved at udvide den. |

33°23′31″N 111°58′37″V / 33.392°N 111.977°V